# Die Helden sind müde
Die Helden sind müde (Les héros sont fatigués) ist ein deutsch-französischer Spielfilm aus dem Jahre 1955.

## Inhalt
Der Film schildert in erster Linie, wie die Hauptpersonen in der imaginären afrikanischen Stadt „Free City“ am Ende der Kolonialzeit ihre europäische Herkunft meistern und die Erlebnisse des Zweiten Weltkriegs verarbeiten. Des Weiteren thematisiert der Film die Gleichstellung der Afrikaner und Europäer und ihre Unterschiede in Geselligkeit und Musik. Der Film wirbt schließlich für Frieden und Verständigung zwischen den Völkern, auch zwischen ehemaligen Kriegsgegnern.

### Handlung
Im einzigen Hotel der imaginären Stadt „Free City“, die in Afrika am Meer liegt, treffen sich in der Zeit nach dem Zweiten Weltkrieg mehrere Deutsche und Franzosen. Nina, die mit einem Schwarzen verheiratet ist, vermarktet erfolgreich ihre in Paris erlernten Friseurkünste im eigenen Friseursalon an europäische und afrikanische Frauen. Der Deutsche Hermann fügt sich darin, Uhren zu reparieren, obwohl er früher Politiker war. Wolf Gerke, ein weiterer Deutscher, lebt nach außen klaglos seine Rolle als sprachlich und gesellschaftlich versierter Angestellter von Geschäftsleuten, auch wenn er zu Weihnachten seiner Zeit als Jagdflieger-As  nachträumt.
Francois Séverin, früher Rechtsanwalt in Paris, führt ein Hotel und kann sich nicht damit abfinden, dass seine Frau Manuella ihn nicht mehr liebt und sich stattdessen mit anderen Männern, auch mit Schwarzen trifft. Der Franzose Michel Rivière, auch ein ehemaliger Jagdflieger, will nicht länger als angestellter Zivilpilot fliegen. Er möchte sich mit einer kleinen Fluggesellschaft selbständig machen und den Start mit von einem Auftraggeber entwendeten Rohdiamanten finanzieren. Villeterre, ein vermögender Geschäftsmann, hat in Free City gute Kontakte, auch zur Polizei. Olsen, ein Weltumsegler, sitzt in der Stadt fest, da er die Reparatur seines Bootes nicht bezahlen kann.
Die Hauptpersonen treffen sich nach und nach in der Bar des Hotels und tauschen sich über ihre Erlebnisse aus. Wegen der Beziehungsprobleme zwischen Michel mit Manuella sowie wegen des Diamantenhandels kommt es zum Streit, bei dem auch ein Revolver entwendet wird. Später sucht Michel einen Weg, um die Diamanten außer Landes zu schmuggeln. Mehrmals im Film werden Szenen eingeblendet, in denen Schwarze zu Trommelschlägen tanzen. Nina schaut zu, insbesondere wie ihr Mann tanzt.
Während andere Weihnachten feiern, finden Gerke, Michel und Nina den aufgebrochenen Tresor, in dem die Diamanten waren. Sie verdächtigen Francois, die Diamanten im Hühnerstall vergraben zu haben und zwingen ihn, sie wieder auszugraben. Francois kann Gerke niederschlagen, sperrt die „Helden“ im Hühnerstall ein und flieht mit den Diamanten. Anschließend erschießt Francois Manuella, da sie ihn endgültig zurückweist. Er schleppt die Leiche in ein Ruderboot und fährt aufs offene Meer hinaus. Michel und Gerke schwimmen hinterher. Francois schießt die restlichen Kugeln auf beide ab und verletzt dabei Gerke. Dann wirft er nach und nach die Diamanten vor den Augen Michels ins Meer. Michel erreicht das Boot nicht, er rettet stattdessen den verletzten Gerke und bringt ihn an Land. Francois bringt das Boot zum Kentern und begräbt sich darunter zusammen mit Manuella. In der Schlusseinstellung gehen die Kriegsgegner von einst gemeinsam zur Straße zurück, Gerke gestützt von Michel.

## Produktionsnotizen
Der Film wurde im Studio Joinville in Paris produziert. Die Außenaufnahmen entstanden in Nordafrika. Uraufführung war am 13. Oktober 1955 in Düsseldorf.

## Auszeichnungen
- 1955: Internationale Filmfestspiele von Venedig: Coppa Volpi für Curd Jürgens (Bester Hauptdarsteller)

## Kritik
„Ein allzu überladener symbolträchtiger Film, der dank der hervorragenden Kameraarbeit durchaus Atmosphäre schafft und gute, aber überdreht agierende Schauspieler aufweist; dennoch vermittelt sich nie die aufdringlich pazifistische Botschaft in adäquater Weise.“